# John Sattler
John Sattler (Telerah, Australia; 28 de julio de 1942 – Gold Coast, Australia; 20 de marzo de 2023) fue un jugador de rugby australiano que jugó en la posición de prop.

## Carrera

### Club
| Periodo | Club                   |
| ------- | ---------------------- |
| 1959-62 | Kurri Kurri Bulldogs   |
| 1963-72 | South Sydney Rabbitohs |
| 1973-74 | Wests Panthers         |
| 1975    | Norths Devils          |

### Selección nacional
Jugó para Australia en cuatro ocasiones de 1967 a 1971, siendo titular en tres partidos.

## Tras el retiro
A mediados de los años 1980 se involucró en una de las peores inversiones para un equipo deportivo de Brisbane de la New South Wales Rugby League Premiership. En febrero de 2008 fue nombrado entre los 100 mejores jugadores australianos de rugby del siglo en la celebración del centenario de Australia.
En 2010 fue nombrado como el capitán del equipo del siglo del Kurri Rugby League Club.